# ノナカルボニル二鉄
ノナカルボニル二鉄（ノナカルボニルにてつ、英: nonacarbonyldiiron）は、化学式が Fe2(CO)9 と表される鉄の錯体である。この金属カルボニルは、有機金属化学や有機合成における重要な試薬である。これは Fe(CO)5 より反応性の高い鉄(0)の供給源で、不揮発性のために処理がそれほど危険ではない。この雲母状の橙色の固体は、すべての通常の溶媒に対して事実上不溶性である。

## 構造と合成
最初の合成法によれば、Fe(CO)5 の酢酸溶液を光分解することによって Fe2(CO)9 が高収率で得られる。
{\displaystyle {\ce {2Fe(CO)5\ -> Fe2(CO)9\ + CO}}}
Fe2(CO)9 は3つの架橋 CO 配位子によって結合した1対の Fe(CO)3 中心から成り立っている。鉄原子は等しく八面体形構造をとっている。その低い溶解度が結晶の成長を抑制するため、Fe2(CO)9 の構造の解明は難解で興味深いことであった。メスバウアースペクトルは D3h 対称構造と矛盾しない四重極ダブレットを示した。

## 反応
Fe2(CO)9 は Fe(CO)3(diene) や Fe(CO)4L 型の化合物の前駆体である。そのような反応は主に THF 溶液中で行われる。この反応では、少量の Fe2(CO)9 が次のような反応式で THF に溶解していることが示唆されている。
{\displaystyle {\ce {Fe2(CO)9 -> Fe(CO)5\ + Fe(CO)4(THF)}}}
トリカルボニルシクロブタジエン鉄は Fe2(CO)9 から合成される。また、野依(3+2)反応として知られるジブロモケトンからの(3+2)環化付加反応によるシクロペンタジエノンの合成にも用いられる。
低温での Fe2(CO)9 の紫外可視光分解では、不飽和錯体 Fe2(CO)8 の架橋 CO 体と非架橋 CO 体、両方の異性体を与える。